# Guaçuí
Guaçuí é um município do estado do Espírito Santo, no Brasil. Sua população estimada em 2022 foi de 29 358 habitantes. Guaçuí está a 230 km de Vitória.

## História
Na época da chegada dos primeiros europeus à região, no século XVI, esta era habitada por tribos indígenas puris, localizadas num aldeamento onde se localiza, atualmente, a sede do distrito de São Pedro de Rates.
Procedentes de Minas Gerais, os desbravadores de origem europeia da região, comandados pelo capitão-mor Manoel José Esteves de Lima, ultrapassaram os contrafortes da Serra do Caparaó de norte para sul e promoveram a instalação de uma povoação, às margens do Rio Veado, no início do século XIX.
O pequeno exército que o jovem Manoel José Esteves de Lima, de apenas 23 anos, organizou para desbravar as terras sul-capixabas era formado por apenas 72 homens. Em busca de riquezas e fugindo da decadência das Minas Gerais após os anos de riqueza provindos da extração de ouro, o pequeno exército de Manoel José Esteves de Lima chegou à ainda isolada região que hoje é Guaçuí, se instalando onde é, atualmente, a Rua Tenente Arnaldo Túlio "Rua da Palha", no início do século XIX. Entre outros que acompanhavam o jovem desbravador, estavam Domingos Manuel Vianna, João Damasceno Barbosa, Joaquim Gomes de Azevedo, Manuel Francisco de Carvalho, Luís Francisco de Carvalho, Domingos José Gonçalves de Ataíde, Antônio Ouriques de Aguiar, José de Aguiar Valim, Silvestre Joaquim da Rosa, Francisco Joaquim Lobato e Justino Maria das Dores.
Ainda no início da colonização, após a sobrepujação aos indígenas que viviam na região, uma disputa entre os próprios desbravadores se instalou sobre se a nova localidade pertenceria a Minas Gerais ou ao Espírito Santo. Após alguns anos de disputa no tribunal ouropretrano – de 1858 a 1860 –, foi decidido que a nova localidade ficaria como terras do Espírito Santo.
Desde a chegada dos primeiros desbravadores de origem europeia, a localidade teve várias denominações, até receber o nome de Guaçuí. Seu primeiro nome foi São Bom Jesus do Livramento. Em 1866, quando ela foi elevada ao nível de distrito, foi renomeada São Miguel do Veado. Em 1928, elevada a município, recebeu o nome de Veado. Em 1931, foi renomeada para Siqueira Campos. Em 1943, recebeu seu atual nome, Guaçuí.
O atual povoamento da região se deu no contexto da marcha do café sobre terras capixabas. Povoamento que se deu em meados do século XIX, por mineiros e fluminenses, com a formação de grandes fazendas cafeeiras na região sul do estado, sustentadas inicialmente por trabalho escravo e, posteriormente, com a incorporação de mão de obra imigrante – massivamente italiana – no contexto de substituição da mão de obra escrava na lavoura nos anos finais do século XIX.
Durante a primeira metade do século XX, a economia da cidade adquire importância no contexto estadual, através a produção de café e pecuária leiteira. Em 1913, a Estrada de Ferro Leopoldina, estende seus trilhos até a cidade de Guaçuí, muito contribuindo para o desenvolvimento do município. Nessa época, existiam grandes fazendas produtoras de café, como por exemplo, a Fazenda do Castelo, propriedade da família Aguiar. Nos anos 1940, um fazendeiro do município Cândido A. Mendonça funda uma indústria de laticínios, o Laticínio Candó Mendonça, que daria origem a atual Colagua (Coop. de Laticínios de Guaçuí), fundada no início dos anos 1960. Atualmente, na economia agrícola do município ainda se destaca a produção de café e a pecuária leiteira. O ator, produtor e diretor Fernando Torres foi o filho mais ilustre do município.

## Topônimo
"Guaçuí" origina-se da língua tupi. Significa "água de veado", pela junção de gwa'su ("veado") e  'y  ("água, rio"). Conta-se que a origem do nome está no fato de que, quando os desbravadores de origem europeia chegaram à região, existiam vários veados margeando o rio local. 

## Geografia
O município de Guaçuí encontra-se na Microrregião Sete do Espírito Santo. Limita-se ao norte com Divino de São Lourenço e Ibitirama; a leste, com Alegre; ao sul e sudeste,  São José do Calçado; a sudoeste, com Bom Jesus do Itabapoana e Varre-Sai; a noroeste, Dores do Rio Preto; a oeste, com Porciúncula e Varre-Sai.
Com área de 467 quilômetros quadrados, ocupa um por cento do território capixaba e 8,4 por cento da microrregião na qual está inserido. O distrito-sede, com latitude de –20,7756 e longitude igual a –41,6794, está localizado a uma altitude de 590 metros. Emancipou-se de Alegre em 1928. De sua área territorial foram desmembrados em 1963 os municípios de Divino de São Lourenço e Dores do Rio Preto. A população, segundo dados do último censo, é de 25 492 habitantes, assim distribuída: 19 192 nas zonas urbanas e, na zona rural, 6 300. Possui três distritos: São Pedro de Rates São Miguel do Caparaó e São Tiago. A densidade demográfica chega a 55,90 habitantes por quilômetro quadrado.

## Aspectos Físicos

### Relevo
Modelado em rochas cristalinas o relevo é bastante acidentado, com destaque para a Serra das Cangalhas, ou Serra de Santa Catarina, no limite sudeste. A altitude oscila entre seiscentos e mil metros, cota alcançada na porção ocidental. O solo predominante é classificado como latosolo vermelho-amarelo, com fertilidade de média a baixa, em terrenos relativamente baixos e pH em torno de 4,5 e 5,0. Possui 53,09% de suas áreas com declividade entre trinta e cem graus. Devido às características observadas, o solo possui grandes de jazidas de manganês, além de bauxita e caulim. Some-se a isto a presença de feldspato, mica, alguns veios de ouro e de pedras semipreciosas, como ametistas e águas-marinhas. Lembramos que estamos a cinquenta quilômetros do Pico da Bandeira (no Caparaó).
Dentre as três macroformas do relevo capixaba – região serrana, tabuleiros e planícies costeiras –, que, de certa forma, se orientam pelo Espírito Santo de oeste para leste respectivamente, Guaçuí está situado dentro da região serrana, que, segundo a classificação morfoclimática de Aziz Ab'Saber, se localiza dentro do domínio de Mares de Morros.
Mares de Morros é a denominação dada a relevos acidentados, geralmente de solos profundos, de formação cristalina (rochas ígneas e metamórficas), em que o processo erosivo deixou os morros com forma de "meia-laranja". A denominação vem de, se olhada à distância, o relevo lembrar as ondas do mar.

### Limites
| Direção        | Vizinho                                                   |  |
| Norte          | Divino de São Lourenço                                    |  |
| Sul/Sudeste    | São José do Calçado                                       |  |
| Noroeste       | Dores do Rio Preto                                        |  |
| Oeste/Sudoeste | estado do Rio de Janeiro, do outro lado do Rio Itabapoana |  |

### Altitude
| Localidade                     | Altitude    |  |
| Centro do município            | 595 metros  |  |
| Torre da TV (Morro do Caracol) | 1410 metros |  |
| Guaçuí Tênis Clube             | 610 metros  |  |
| Colina do Cristo               | 705 metros  |  |

### Clima
O clima é tropical ameno, típico das regiões serranas do Espírito Santo. O inverno é seco, de certa forma rigoroso, influenciado pela altitude da região. A temperatura média anual é de vinte graus centígrados. As chuvas acontecem, com maior intensidade, entre os meses de outubro a abril, com média anual de 1446 milímetros. Nos dias mais quentes do ano raramente a temperatura passa da marca de 34 °C, o amanhecer mesmo no verão costumam ter temperaturas amenas, que giram em torno de 18º a 20, raramente a temperatura mínima ultrapassa a marca de 22º no verão.
O inverno é na maioria das vezes é frio e seco, porém nos meses de Junho e Julho é comum termos períodos maiores de 7 dias com o tempo totalmente fechado e com lubrina ou chuva fraca, nos dias mais frios as temperaturas máximas não passam dos 16º, podendo chegar a apenas 13º e as mínimas podem chegar a valores entre 6º e 2º.
Temperaturas:
- Verão: Mínima média: 18º, Máxima média: 30º
- Inverno: Mínima média: 10º, Máxima média: /24º
- Média anual: 20º

Coordenadas:
- 20º 46' 38 latitude sul
- 41º 40' 44 latitude W. Gr.

A gente guaçuiense é resumo da formação étnica do povo brasileiro. Ou seja, resultado da miscigenação entre brancos, negros e índios, em especial Puris. A colonização, como se observa, foi levada a efeito por correntes migratórias, a partir de 1838. O processo se estendeu, com muita intensidade pelas décadas seguintes, até o início do século XX. O clima frio atraiu imigrantes italianos, que formaram uma grande colônia. A influência exercida, por este grupamento, é maior que a dos próprios colonizadores portugueses.
A forte presença de afro-descendentes, deve-se ao fato de que o sul do Espírito Santo — que chegou a ter 40,3% da população composta por escravos, no século XIX — haver sido a única região do país a ter crescimento da população de negros, após a edição de leis como a dos Sexagenários, e a do Ventre Livre, cujos objetivos eram inibir o sistema escravista. A necessidade de suprir de mão de obra das lavouras de café das grandes fazendas, como a do Castelo, provocou o fenômeno. Encontramos, também, em menor número, descendentes de libaneses, espanhóis, ingleses, suíços, além de brasileiros de todas as partes, completando o perfil do povo guaçuiense.

## Aspectos Econômicos
Não se pode negar a importância da agropecuária para Guaçuí. Afinal, a cafeicultura e a pecuária, notadamente a de leite, são as duas maiores fontes de emprego que o município possui. No entanto, ao se analisar um dado simples, ou seja, o da distribuição da população, — dos 25 492 habitantes, 19 192 encontram-se nas zonas urbanas e 6 030 na zona rural.

## Aspectos Demográficos
- População estimada em 1 de julho de 2006: 28 100
- Área da unidade territorial: 468 km²
- Código do Município (CEP): 29560-000

### População por Sexo
- Feminino: 13 982
- Masculino: 12 910

### Grupos Étnicos
- Brancos 63,05%
- Negros  10,03%
- Amarelos 0,04%
- Pardos 26,88%

Fonte: Instituto Brasileiro de Geografia e Estatística - Censo Demográfico - 2000[carece de fontes?]

### Faixa Etária
| Idade (anos)     | Nº de pessoas |
| ---------------- | ------------- |
| 0 a 4 anos       | 2 417         |
| 5 a 9 anos       | 2 441         |
| 10 a 14 anos     | 2 670         |
| 15 a 19 anos     | 2 547         |
| 20 a 24 anos     | 2 046         |
| 25 a 29 anos     | 1 698         |
| 30 a 34 anos     | 1 810         |
| 35 a 39 anos     | 1 642         |
| 40 a 44 anos     | 1 484         |
| 45 a 49 anos     | 1 091         |
| 50 a 54 anos     | 843           |
| 55 a 59 anos     | 744           |
| 60 a 64 anos     | 712           |
| 65 a 69 anos     | 661           |
| 70 a 74 anos     | 433           |
| 75 a 79 anos     | 265           |
| + de 80 anos     | 307           |
| idade ignorada   | 9             |
| Total de pessoas | 25 492        |

Fonte: Instituto Brasileiro de Geografia e Estatística - Contagem Populacional - 2000[carece de fontes?]
Taxa de Crescimento Geométrico
- Na década de 1980: 1,33%
- No 1º quinquênio da década de 1990: 1,62%